# The View from the Hill
The View from the Hill è il quarto disco solista di Justin Hayward, chitarrista e voce del gruppo rock inglese dei Moody Blues, pubblicato nel 1996.

## Tracce
1. I Heard It
2. Broken Dream
3. Promised Land
4. It's Not Too Late
5. Something to Believe In
6. Way of the World
7. Sometimes Less Is More
8. Troubadour
9. Shame
10. Billy
11. Children of Paradise

## Formazione
- Justin Hayward: chitarra, tastiera, voce
- Elio Rivagli: batteria, percussioni
- Mick Feat: basso, voce
- Paul Bliss: tastiera
- Phil Palmer: chitarra, voce
- Geoffrey Richardson: viola, mandolino, fiati
- Helen Leieimann: violoncello
- Tessa Niles, Linda Taylor, Billy Nichols: cori